# فهرست پررفت‌وآمدترین فرودگاه‌ها در اکوادور
این مقاله فهرست پررفت‌وآمدترین فرودگاه‌ها در اکوادور است.

## ۲۰۱۲

### پررفت‌وآمدترین فرودگاه‌ها بر پایهٔ جابجایی مسافر
| رتبه | فرودگاه                                | مکان                | مسافران   | تغییر سالانه |
| ---- | -------------------------------------- | ------------------- | --------- | ------------ |
| ۱    | فرودگاه بین‌المللی ماریسکال سوکره       | کیتو                | ۸٬۰۵۰٬۹۰۰ | ۲۳٫۲%        |
| ۲    | فرودگاه بین‌المللی خوزه خواکین د اولمدو | گوایاکیول           | ۴٬۹۳۴٬۲۰۳ | ۲۷٬۱%        |
| ۳    | فرودگاه بین‌المللی ماریسکال لامار       | کوئنکا (ابهام‌زدایی) | ۱٬۴۸۱٬۳۷۰ | ۱۳%          |
| ۴    | فرودگاه سیمور                          | Baltra              | ۸۴۹٬۳۰۶   | ۱۵٫۸%        |
| ۵    | پایگاه هوایی مانتا                     | Manta               | ۵۲۹٬۵۱۳   | ۳٫۴%         |

### پررفت‌وآمدترین فرودگاه‌ها بر پایه تعداد پروازها
| رتبه | فرودگاه                                | مکان                | مسافران | تغییر سالانه |
| ---- | -------------------------------------- | ------------------- | ------- | ------------ |
| ۱    | فرودگاه بین‌المللی ماریسکال سوکره       | کیتو                | ۳۰۰٬۱۰۰ | ۶٫۵%         |
| ۲    | فرودگاه بین‌المللی خوزه خواکین د اولمدو | گوایاکیول           | ۱۹۹٬۱۹۹ | ۱۰٫۷%        |
| ۳    | پایگاه هوایی مانتا                     | Manta               | ۹۹٬۶۵۷  | ۰٫۲%         |
| ۴    | فرودگاه بین‌المللی ماریسکال لامار       | کوئنکا (ابهام‌زدایی) | ۱۳٬۸۲۵  | ۱۶٫۹%        |
| ۵    | فرودگاه سیمور                          | Baltra              | ۱۱٬۸۲۸  | ۱۰٫۳%        |

### پررفت‌وآمدترین فرودگاه‌ها بر پایهٔ میزان جابجایی بار
| رتبه | فرودگاه                                | مکان                | مسافران    | تغییر سالانه |
| ---- | -------------------------------------- | ------------------- | ---------- | ------------ |
| ۱    | فرودگاه بین‌المللی ماریسکال سوکره       | کیتو                | ۲۱۵٬۰۳۶٫۸۸ | ۶٫۵%         |
| ۲    | فرودگاه بین‌المللی خوزه خواکین د اولمدو | گوایاکیول           | ۱۹۹٬۱۹۹٫۱۱ | ۱۰٫۷%        |
| ۳    | فرودگاه بین‌المللی کاتوپکسی             | لاتاکونگا، اکوادور  | ۹۹٬۶۵۷٫۰۲  | ۰٫۲%         |
| ۴    | فرودگاه بین‌المللی ماریسکال لامار       | کوئنکا (ابهام‌زدایی) | ۱۳٬۸۲۵٫۲۱  | ۱۶٫۹%        |
| ۵    | پایگاه هوایی مانتا                     | Manta               | ۱٬۸۲۸٫۱۰   | ۱۰٫۳%        |